# José Ludovico de Almeida
José Ludovico de Almeida (Itaberaí, 6 de fevereiro de 1906 — Goiânia, 24 de agosto de 1989) foi um farmacêutico e político brasileiro. Foi interventor federal interino de Goiás, de 20 a 31 de julho de 1945 e governador eleito, de 12 de março de 1955 a 31 de janeiro de 1959. Foi também secretário da Fazenda de Goiás e deputado federal por Goiás. Também exerceu o cargo de deputado estadual por Goiás, na Constituinte Goiana de 1934.

## Primeiros anos
Nasceu em Itaberaí, antiga Curralinho, em 06 de fevereiro de 1906, filho de Francisco Ludovico de Almeida e de Eva Vieira da Cunha. Fez seus primeiros estudos na sua cidade natal e, mais tarde, seguiu para o Seminário Santa Cruz, da Cidade de Goiás. Ali estudou até os Exames de Admissão, quando seguiu para a cidade mineira de Uberaba, onde estudou no Ginásio Arquidiocesano.
Iniciou no curso de Farmácia, na Escola de Pharmácia e Odontologia de Goyaz, criada na antiga capital goiana por Brasil Caiado e Agnello Fleury Curado. Ali terminou o curso de Farmácia em 1925, aos 19 anos de idade.
Retornou a Itaberaí onde abriu uma pequena farmácia e passou a administrar os seus negócios. No ano seguinte, 1926, casou com Iracema da Silva Caldas, natural também de Itaberaí, nascida em 1907 e falecida em 1982. Desse casamento teve apenas um filho, Francisco Ludovico de Almeida Neto, depois médico e fundador do Hospital Santa Genoveva em Goiânia.

## Carreira política

### Era Vargas
Em 1930, assumiu a direção do então Grupo Escolar Rocha Lima, onde ficou até 1933. Foi eleito deputado estadual na Constituinte de 1934, mas fora destituído de seu cargo com o  Golpe de Estado no Brasil em 1937 e o fechamento de todos os parlamentos no país. Foi nomeado em 1938 para prefeito interventor de Itaberaí, onde permaneceu até 1940. Simultaneamente ao cargo de prefeito interventor, foi nomeado Secretário da Fazenda de Goiás, cargo em que ficou por sete anos, durante a gestão de seu tio, Pedro Ludovico Teixeira. Foi ainda Interventor Federal Interino do Estado, substituindo Pedro na sua ausência.Foi destituído do cargo de Secretário pelo desembargador e Interventor federal, Eládio de Amorim, com o fim do Estado Novo.

### República Populista
Com a eleições estaduais em Goiás em 1950, e o retorno de seu tio ao governo estadual, foi novamente reconduzido ao cargo de Secretário Estadual da Fazenda de Goiás, permanecendo na gestão do vice-governador empossado, Jonas Duarte.
Com o retorno do tio à disputa por uma vaga no Senado Federal do Brasil, José se candidatou ao governo estadual na eleição de 1954, pela coligação PSD-PTB. Sua vitória eleitoral foi controversa, o que exigiu uma recontagem dos votos. Mais tarde, em 1964, o Tribunal Regional Eleitoral de Goiás, declarou que a chapa da UDN, chefiada por Galeno Paranhos; foi a vencedora definitiva daquela eleição estadual de 1954.
Após a segunda contagem dos votos, foi efetivado Governador do Estado de Goiás, cargo no qual ficou até 31 de janeiro de 1959. Durante o processo de recontagem, seu vice Bernardo Sayão Carvalho Araújo, exerceu interinamente o governo até 12 de março de 1955.

### Regime militar

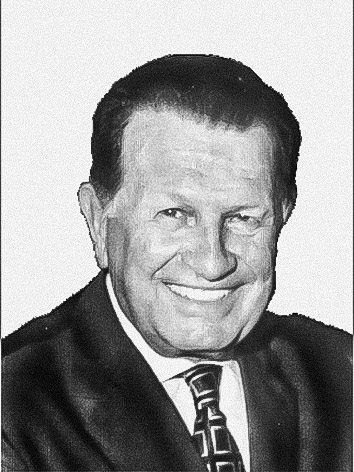
José Ludovico de Almeida como deputado federal por Goiás (PSP-GO).

Nas eleições estaduais em Goiás em 1962, foi eleito deputado federal pelo Partido Social Progressista, tomando posse em 1.º de fevereiro do ano seguinte. Disputou a prefeitura de Goiânia em 1965, sendo derrotado por Iris Rezende, do PTB. Se aproximou da ARENA,  Aliança Renovadora Nacional o partido governista da ditadura militar brasileira, com a decretação do AI-2. Entre 1967 e 1968, foi conselheiro da NOVACAP. Com a vitória da UDN em 1965 e seu aproximamento com a ARENA em 1966, Jośe Ludovico Teixeira, novamente, reassumiu o ofício de Secretário da Fazenda, em 1968 na gestão de Otávio Lage de Siqueira, saindo do cargo em 1970. Enquanto exercia a chefia da pasta da Fazenda pela terceira vez, Almeida foi Conselheiro Vitalício do Tribunal de Contas do Estado de Goiás, além de ter presidido o órgão, durante o biênio de 1967 a 1969.

## Morte
Faleceu em 26 de agosto de 1989, em Goiânia, cidade fundada por seu tio Pedro Ludovico. Almeida faleceu afastado da política, sem nunca ter sido cassado pela ditadura militar, como fora seu tio ou seu primo, Mauro Borges Teixeira.